# Acda en De Munnik
Acda en De Munnik is een Nederlands cabaret- en muziekduo bestaande uit Thomas Acda en Paul de Munnik. De teksten gaan vaak over liefde, vriendschap, de dood en het leven. Het duo heeft een speelse en soms harmonische samenzang tussen beide zangers tot handelsmerk verheven.
Acda en de Munnik hebben negen studioalbums uitgebracht, waarvan vooral de eerste twee nog altijd erg populair zijn. Niet of nooit geweest was in 1998 de doorbraakhit van het duo. Andere populaire nummers zijn Het regent zonnestralen, De kapitein deel II, Lopen tot de zon komt, Ren Lenny ren en Als het vuur gedoofd is. Samen met Van Dik Hout vormden ze de formatie De Poema's. In 2015 stopten Acda en De Munnik als duo, waarna ze in 2023 weer bij elkaar kwamen.
Naast Thomas Acda en Paul de Munnik maakt David Middelhoff al vanaf het eerste album in 1997 vast deel uit van de band. Acda speelt op veel nummers gitaar en soms mondharmonica, die hij consequent mondharp noemt. De Munnik speelt vaak piano. Middelhoff neemt de basgitaar en ook andere gitaren voor zijn rekening.
Drummer Kasper van Kooten en toetsenist Diederik van Vleuten speelden mee op de eerste drie albums. Sinds 2002 zijn zij vervangen door gitarist/toetsenist JB Meijers en drummer Dave van Beek. Angelo de Rijke werd in 2011 toegevoegd als gitarist.

## Geschiedenis

### Kleinkunstacademie: 1989–1994
Thomas Acda (6 maart 1967) en Paul de Munnik (30 september 1970) ontmoetten elkaar in 1989 voor het eerst op de Kleinkunstacademie te Amsterdam. In de kelder van het gebouw aan de Keizersgracht maakten ze voor het eerst samen muziek. Twee jaar later maakten ze samen een ingewikkeld theaterprogramma getiteld: Waarom zweeg Sam?. In 1993 maakten ze samen een afstudeerproductie: Spectacle Coupé. Hiermee wonnen ze de Pisuisse-prijs, een aanmoedigingsprijs voor veelbelovend talent. 
Acda zat ondertussen met onder andere David Middelhoff en Sander Donkers in een band genaamd Herman & Ik, die pop- en rockmuziek speelde. Acda verliet in 1994 die band en ging fulltime met De Munnik muziek en theater maken. Een aantal nummers die Acda al met Herman & Ik speelde verschenen later ook op albums van Acda en de Munnik.

### Trilogie en doorbraak: 1995–2001

#### Eerste album
In 1995 maakten ze samen een theaterprogramma, Zwerf'on. David Middelhoff stond het duo muzikaal bij op de gitaar. De show deed het goed en in 1997 brachten ze een eerste cd uit genaamd Acda en De Munnik, deels gevuld met liedjes uit het theaterprogramma. Het album kwam in de albumhitlijsten, maar de singles haalden weinig uit, hoewel een aantal van de nummers later klassiekers zouden worden: Als het vuur gedoofd is, Lopen tot de zon komt en Mooi liedje staan vaak (hoog) in de Top 2000, en ook cover De Stad Amsterdam werd een publieksfavoriet.

#### Naar huis
Bij hun volgende theaterprogramma, Life is what happens to you while you're busy making other plans - John Lennon werd ook een album gemaakt, Naar huis, en de eerste single van dat album, Niet of nooit geweest, werd de eerste en grootste hitsingle van de band. Het was dé grote zomerhit van 1998 en bereikte de tweede positie in zowel de Nederlandse Top 40 als de Mega Top 100. Het album haalde de toppositie van de albumhitlijsten, en ook het vórige album steeg door en bereikte de eerste plek van de Album Top 100. De volgende single Laat me slapen haalde de Top 40 ook nog, maar de derde single Het regent zonnestralen niet, hoewel dat later in de Top 2000 en op Spotify veruit het populairste nummer van de band zou worden.
Na dit succes ging de band ook optredens geven waarin niet cabaret, maar muziek de hoofdmoot vormde. In 1999 brachten de heren samen met Van Dik Hout een single uit als De Poema's, getiteld Mijn houten hart, wat een grote hit werd. Later dat jaar brachten Acda en de Munnik twee livealbums uit: Op voorraad en Live in de Orangerie. Op de tweede staat de single Schoolplein.

#### Hier zijn
Het duo ging vervolgens weer het theater in, met het programma It's only cabaret but I like it, en hierop volgde het album Hier zijn. Van dit album kwam het hitje De kapitein deel II, en ook Verkeerd verbonden werd nog uitgebracht.
In 2001 volgde nog de cd Live met het Metropole Orkest, uitgebracht in samenwerking met het Metropole Orkest. Ook werkten ze wéér samen als De Poema's, en de single Zij maakt het verschil werd een nummer-1 hit. Een jaar later kwam een bundeling uit van de drie eerdere theaterprogramma's onder de naam Trilogie.

### Ren Lenny ren: 2002–2006

#### Groeten uit Maaiveld
Voor het volgende album, Groeten uit Maaiveld werd een andere formule gekozen: het album werd uitgebracht zonder dat er een theaterprogramma bij werd gemaakt. De singles Ren Lenny ren en Groeten uit Maaiveld hiervan werden redelijk succesvol, en ook Mis ik mij haalde de Top 40. De band toerde rond met muziek.
Acda en De Munnik ging vervolgens weer samenwerken met Van Dik Hout als De Poema's. Er kwam een album Best of de Poema's met alle eerdere, en nieuwe nummers, en er werden twee singles uitgebracht.
In 2004 volgden er nog twee singles van het duo die de Top 40 haalden: Vandaag ben ik gaan lopen staat op de soundtrack van In Oranje, een film waarin Acda de hoofdrol speelde. In juli brachten ze een voetballied uit voor het EK voetbal: 't Is stil (Aan de overkant) haalde de 11e positie van de Top 40 toen het Nederlands elftal de halve finale bereikte, maar verdween snel nadat het team daarin uitgeschakeld werd.

#### Liedjes van Lenny
Vervolgens maakte het duo toch weer een theatershow, ditmaal een onvervalste rockopera, genaamd Ren Lenny ren. Tevens brachten ze een nieuw album uit, Liedjes van Lenny, met liedjes uit de voorstelling. Het album is een stukje harder dan hun eerdere werken, en moest hierom een hoop kritiek verduren. Totdat ik jou en (Noem me) Oud verdriet werden als single uitgebracht.
In 2005 werd een verzamelalbum uitgebracht: Adem (dat voortvloeit uit de naam van de band: Acda en de Munnik). Hierop staan de populairste nummers van de band, en vijf nieuwe nummers. Hiervan kwamen er twee op single uit: Jaren ver van hier en Waar was je dan. Acda en De Munnik toerden nog een tijdje, maar werkten in 2006 en 2007 tijdelijk los van elkaar.

### Herstart: 2007–2015

#### Nachtmuziek
Na de tijdelijke pauze hebben Acda en De Munnik in 2007 een contract getekend bij Universal Music. Op 9 november 2007 verscheen de single Dan Leef Ik Toch Nog Een Keer. Dit is een nieuw lied met een ouderwetse 'Acda en De Munnik'-sound. Op 23 november verscheen het nieuwe album van Acda en De Munnik, getiteld Nachtmuziek. Ook op dit album worden ze begeleid door hun vaste band bestaande uit David Middelhoff, Dave van Beek en JB Meijers. Nachtmuziek is, vergeleken met voorgaand werk, anders qua stemming. Persoonlijke problemen van met name Acda lijken de plaat te hebben beïnvloed. De heren kondigden zelf al aan dat het een 'donker' en persoonlijk album zou zijn, maar de 'hoop zou domineren'. In 2007 startten ze ook een nieuwe theatertour onder de titel Acda en De Munnik spelen, met liedjes van Nachtmuziek. In deze voorstelling wordt niet alleen muziek gespeeld, maar ook wat cabaret.

#### Jouw leven lang bij mij
In 2009 komen Acda en De Munnik weer met nieuw werk. Er verschijnt een single, genaamd Ik blijf jouw leven lang bij mij, in september van dat jaar. Dit nummer klinkt anders dan gebruikelijk voor de band, aangezien Ken Stringfellow deze gemixt heeft. Een maand later zal het nieuwe album Jouw leven lang bij mij in de winkels liggen. De heren beloven dat de somberheid van Nachtmuziek definitief voorbij is en dat de vertrouwde sound zo goed als terug zal komen. De tweede single van het album is Eva, en dit nummer is verbonden aan de film Lover of loser, waar Acda in speelt. In 2010 spelen de heren hun nieuwe theatertour ODE.

#### 't Heerst
In 2011 volgt er nog een theatertour onder de titel ODE II. Woorden van een ander is de nieuwe single van de band uit die show.
In april 2011 wordt ook de nieuwe cd opgenomen in The Sun Studio in Memphis waar ook de grote hits van Elvis en Johnny Cash zijn opgenomen. Hiervoor maken ze elke dag een radiodagboek in de Roodshow op NPO Radio 2 en houden ze de fans op de hoogte via Twitter.
Eind 2011 mogen Nick & Simon de Symphonica in Rosso-concerten geven, en Acda en de Munnik is daar een van de gasten. In plaats van eigen nummers te spelen besluiten de jongens een partnerruil te doen. Acda neemt met Nick Schilder het nummer Sterker nu dan ooit op en De Munnik met Simon Keizer het nummer Kijk me na. De nummers komen eind augustus op de eerste en tweede plaats van de Single Top 100 binnen, en beide nummers behalen de zevende plaats in de Top 40 en de eerste in de Single top 100. Beide nummers staan ook op 't Heerst.
In maart 2012 komt eerdergenoemd album onder de titel 't Heerst uit, en begint ook een theatertournee onder die naam. In deze show worden twee vrienden op hun reis door Amerika overvallen door een apocalyptische storm. Als de wind is gaan liggen, blijken de mannen terechtgekomen te zijn in een decor van een stilstaande storm. Terwijl ze wachten op hulp, ontspinnen zich scènes, diepere gesprekken en alles wat de heren kunnen verzinnen om de tijd te verdrijven, natuurlijk afgewisseld met prachtige liedjes.

#### Afscheidstournee
In 2013 won Acda en de Munnik de Radio 2 Mijlpaal Prijs. In augustus kwam er een nieuwe single Draaien en de maand erna het verzamelalbum Alle singles, met daarop alle singles van Acda en de Munnik, inclusief enkele samenwerkingen.
Op 4 maart 2014 maakten Acda en de Munnik in het televisieprogramma De Wereld Draait Door bekend te stoppen als duo, na het houden van een laatste afscheidstournee in seizoen 2014-2015. Onder de noemer ...NAAM... trokken ze samen met hun vaste band nog eenmaal langs de theaters met een dwarsdoorsnede van hun repertoire. Deze tournee eindigde op 30 maart 2015 in Koninklijk Theater Carré.

### Lange pauze: 2016-2022
Op 21 januari 2016 trad het duo toch nog één keer op tijdens De Vrienden van Amstel LIVE!. Op zaterdag 14 oktober 2017 trad het duo op bij de herdenkingsdienst van burgemeester Eberhard van der Laan. Acda en De Munnik zien elkaar een paar jaar nauwelijks. Ze brengen allebei solowerk uit, evenals diverse samenwerkingen met andere artiesten.
De heren zoeken elkaar vanaf 2020 wel weer wat vaker op. En ook op en rond het podium komen ze elkaar weer een paar keer tegen. In 2020, 2021, 2022 en 2023 staan ze allebei op Vrienden van Amstel LIVE, en ook maken ze sinds 2021 allebei deel uit van The Streamers. In 2021 brengen ze samen met Maan en Typhoon de single Als ik je weer zie uit, niet als Acda en de Munnik, maar met hun afzonderlijke namen. De single werd bekroond met een dubbelplatina plaat en bereikt de 6e positie in de Top 40. Daarmee is het voor allebei het grootste Top 40-succes sinds 2001.

### Herstart: 2023-2024
Op donderdag 23 maart 2023 maakten Acda en De Munnik tijdens een uitzending op Qmusic bekend dat ze opnieuw als duo muziek gingen maken. De aankondiging ging gepaard met het uitbrengen van de single Morgen wordt fantastisch. Ook werd een reünieconcert in de Ziggo Dome aangekondigd voor 28 oktober van dat jaar. Wegens grote belangstelling werden er vervolgens eerst twee, en later nog drie extra concerten toegevoegd, die allemaal snel uitverkocht raakten. De concerten vinden plaats op 26-28 oktober en 14-16 december.
Op 21 september 2023 werd Tussendoor als volgende single uitgebracht, en op de dag van het eerste reünieconcert verscheen er een nieuw studioalbum AEDM. In november en december 2023 zendt BNNVARA een zesdelige documentaireserie uit over de band getiteld Acda en De Munnik: Woorden van een ander, en aansluitend aan de laatste aflevering een registratie van de reünieconcerten.
Op 8 juni 2024 stonden zij op de mainstage van het Hello Festival in Emmen.
Op 21 juni 2024 maakte Acda en De Munnik hun debuut op Pinkpop.
Op 1 september 2024 gaven Acda en De Munnik een gratis verrassingsconcert in het Vondelpark van Amsterdam.
Op 7, 8, 9 en 10 november 2024 staan Acda en De Munnik in Rotterdam Ahoy.

## Leden

### Huidige leden
- Thomas Acda - zang, gitaar (1995-2015, 2023-heden)
- Paul de Munnik - zang, keyboard (1995-2015, 2023-heden)

### Huidige tourleden
- David Middelhoff - basgitaar, gitaar (1995-2015, 2023-heden)
- JB Meijers - gitaar, keyboard (2002-2015, 2023-heden)
- Dave van Beek - drums (2002-2015, 2023-heden)
- Angelo de Rijke - gitaar (2013-2015, 2023-heden)
- Patrick van Herrikhuyzen - keyboard (2023-heden)

### Voormalige tourleden
- Diederik van Vleuten - keyboard (1995-2002)
- Kasper van Kooten - drums (1995-2002)

## Cabaretprogramma's, muziektours & concertreeksen
- 1996-1998: Zwerf'on[21]
- 1998: Op Voorraad
- 1998-1999: Deel II: Life is what happens to you while you're busy making other plans
- 2000-2001: Deel III: It's only cabaret, but I like it
- 2002: Trilogie
- 2003: Groeten uit Maaiveld
- 2004: Work in Progress
- 2004-2005: Ren Lenny ren
- 2006: Op Voorraad III, Jaren ver van hier
- 2007-2009: Acda en de Munnik spelen
- 2010: Ode
- 2011: Ode II
- 2012-2013: 't Heerst
- 2014-2015: NAAM (afscheidstournee)
- 2023: AEDM de Reünie
- 2024: Rotterdam Ahoy
- 2025: Ziggo Dome (750 jaar Amsterdam)

## Thema's

### Amsterdam
Veel nummers van Acda en de Munnik spelen zich af in Amsterdam, of gaan zelfs over de stad. Voorbeelden zijn "De Stad Amsterdam" en "Amsterdam (hij die slentert)". "Als het vuur gedoofd is" en "Vondelpark vannacht" spelen zich deels af in het Vondelpark. "Eerste Helmersstraat" is een straat nabij het Vondelpark. Ook in andere nummers is het duidelijk dat het (waarschijnlijk) over Amsterdam gaat, zo speelt "Dag Esmee" zich af op de Wallen en "In gedachten" langs grachten. Heel bijzonder gaat "Kop van Zuid" juist over een wijk van Rotterdam.

### Mensen van vroeger
Een behoorlijk aantal nummers gaat over oude liefdes en voormalige vrienden. Zo gaat "Andere maan" over voormalige vrienden en "Kees" over een overleden persoon. Op het debuutalbum staan veel van deze nummers: "Henk" en waarschijnlijk "Lopen tot de zon komt" gaan over een oude liefde. "Halve zinnen", "Jaren ver van hier" en "Jij hoort bij mij" gaan (waarschijnlijk) zelfs over een oude onuitgesproken liefde. In de meeste gevallen zijn deze nummers melancholisch.

### Zwerven
Ook zwerven is een terugkerend thema voor Acda en de Munnik. De eerste theatershow gaat er voor een deel over, en ook een aantal nummers spreken van zwerven, weglopen of rondslenteren, zoals "Lopen tot de zon komt", "Zwerf'on", "Vandaag ben ik gaan lopen" en "Amsterdam (hij die slentert)".

### Terugkerende personages
Herman is de hoofdpersoon in de nummers "Als het vuur gedoofd is" en "Het regent zonnestralen", en in de sketch "Voicemail", die op het album "Jouw leven lang bij mij" staat. Later werd duidelijk dat Herman die sketch met open eind overleefd heeft, want in het nummer "Ik zeg niets" uit 2024 komt hij weer aan het woord.
In het nummer "Vandaag gedaan" wordt ook indirect naar Herman verwezen: "Ik zag hem terug zoals ik al jarenlang bezong, pagina 18 onderaan". Dit is een verwijzing naar "Het regent zonnestralen".
Aan Lenny, vooral bekend van de hit "Ren Lenny ren", zijn ook een album Liedjes van Lenny en een theatershow "Ren Lenny ren" gewijd.